# Michael James Shaw
Michael James Shaw   (Nova York, 16 de setembre de 1986) és un actor i escriptor nord-americà de la ciutat de Nova York. És conegut sobretot pel seu paper recurrent com a agent de l'FBI Daryl / "Mike" a la sèrie de televisió Limitless. Shaw també ha tingut un paper recurrent a Constantine com a Papa Midnite i ha tingut un paper en diversos curts com Don-o-mite i Today _ _ cks. També va tenir un petit paper a Roots com Marcellus. Shaw va retratar Corvus Glaive a les pel·lícules de Marvel Cinematic Universe Avengers: Infinity War i Avengers: Endgame.

## Biografia
Shaw es va graduar de l'escola secundària Vanguard el 2005. Després de graduar-se a l'escola secundària, Shaw va passar els seus anys de pregrau a la Universitat Howard. Després va cursar un programa de màster a la Juilliard School.

## Filmografia

### Cinema
| Any  | Títol                  | Paper         | Notes                     |
| ---- | ---------------------- | ------------- | ------------------------- |
| 2016 | Wiener-Dog             | Fantasy       |                           |
| 2018 | Avengers: Infinity War | Corvus Glaive | Captura de moviment i veu |
| 2019 | Avengers: Endgame      | Corvus Glaive | Captura de moviment i veu |

### Televisió
| Any       | Títol            | Paper                  | Notes              |
| --------- | ---------------- | ---------------------- | ------------------ |
| 2014–2015 | Constantine      | Papa Midnite           | 3 episodis         |
| 2015–2016 | Limitless        | FBI Agent Daryl/"Mike" | 14 episodis        |
| 2016      | Roots            | Marcellus              | Episodis: "Part 3" |
| 2017      | Bull             | FBI Agent Rick Jarvis  | 1x13-1x16          |
| 2019      | Blood & Treasure | Aiden Shaw             |                    |
| 2021–2022 | The Walking Dead | Micheal Mercer         | 15 episodis        |